# IC 1571
IC 1571 ist eine Spiralgalaxie vom Hubble-Typ Sb im Sternbild Walfisch am Südsternhimmel. Sie ist rund 265 Millionen Lichtjahre von der Milchstraße entfernt.
Entdeckt wurde das Objekt am 22. Dezember 1897 von Stéphane Javelle.